# مسعود کامران
مسعود کامران (زادهٔ ۲۴ مهر ۱۳۷۸) دونده و عضو تیم ملی دو و میدانی مردان ایران است.

## افتخارات

### تورنمنت ترکیه
در رقابت‌های دوومیدانی بین‌المللی ترکیه، مسعود کامران دونده دوهای با مانع موفق شد با ثبت حد نصاب ۱۳٫۸۱ ثانیه زودتر از سایر رقبا از خط پایان ۱۱۰ متر بامانع عبور کند و ضمن کسب عنوان قهرمانی نشان طلا این مسابقات را کسب کند.

### قهرمانی غرب آسیا
در پنجمین دوره مسابقات دوومیدانی قهرمانی غرب آسیا که به میزبانی بصره برگزار شد، مسعود کامران دونده با مانع تیم ملی موفق شد زودتر از سایر رقبا از خط پایان عبور کند و عنوان قهرمانی و مدال طلا این مسابقات را دریافت کند. کامران موفق شد با ثبت حد نصاب ۱۳٫۸۱ ثانیه عنوان نخست این رقابت‌ها را کسب کند.

### جام کازانف
مسعود کامران دونده ماده ۱۱۰ متر بامانع تیم ملی در رقابت با دیگر رقبای خود موفق شد با ثبت زمان ۱۳٫۹۳ ثانیه به مقام قهرمانی برسد.

### مسابقات کشورهای اسلامی
مسعود کامران در دور نهایی مسابقات ۱۱۰ متر با مانع به مقام پنجمی دست پیدا کرد. این دونده کاشانی با ثبت زمان ۱۳/۷۴ ثانیه با کسب مقام پنجمی، به کار خود در مسابقات کشورهای اسلامی در قونیه پایان داد.

### داخل سالن قهرمانی آسیا
مسعود کامران نماینده ماده ۶۰ متر با مانع تیم ملی دو و میدانی کشورمان در جریان برگزاری دور مقدماتی این ماده به دلیل انجام خطا با کارت قرمز داور مواجه شد و از دور مسابقات کنار رفت.

## اتهام تجاوز جنسی
در خرداد ۱۴۰۴ گزارش شد که کامران در جریان مسابقات قهرمانی دوومیدانی آسیا ۲۰۲۵ در شهر گومی، کره جنوبی، به اتهام تجاوز جنسی به یک زن ۲۰ ساله کره‌ای در هتلی در این شهر بازداشت شد. بر اساس گزارش‌های ایندیپندنت فارسی، او پس از پایان مسابقات به همراه چند ملی‌پوش دیگر به یک میخانه رفت و با زن ۲۰ ساله کره‌ای آشنا شد که سپس به هتل آورده شد. حسین رسولی و امیر مرادی هم وارد اتاق کامران شدند و قربانی در حمام اتاق به‌طور مخفیانه با پلیس تماس گرفت. وقتی پلیس وارد اتاق شد، امیر زمان‌پور هم داخل اتاق‌شان بود و بازداشت شد. چهار متهم در زمان ارتکاب جرم ادعایی به شدت مست بوده‌اند و در بازداشت به سر می‌برند، و در انتظار برگزاری دادگاه هستند که احتمالاً با احکام سنگین حبس همراه خواهد بود.
بنا بر گزارش روزنامه اعتماد، یک منبع آگاه به خبرنگار اعتماد آنلاین اطلاع داد کامران که به عنوان متهم پرونده تجاوز دو و میدانی ‌کاران تیم ملی ایران در کره جنوبی بازداشت شده و تحت تحقیقات پلیس کره جنوبی قرار داشته در زندان دست به خودکشی زده، اما خودکشی او نافرجام بوده است.